# Tocapo Viracocha
Tocapo Viracocha var en gestalt i mytologin hos folket Inkariket i nuvarande Peru. Se vidare Viracocha. 